# Фонда, Ольга
О́льга Фо́нда (англ. Olga Fonda; род. 1 октября 1982, Ухта, Коми АССР, РСФСР, СССР) — американская актриса и фотомодель.

## Биография
Ольга Чакова родилась неподалёку от города Ухта, в котором провела детство. В 14 лет она переехала в штат Мэн, США. Отучившись год в американской школе Уинтроп, Ольга ненадолго вернулась домой. В 17 лет она второй раз уехала в США для учёбы в университете.
Начав карьеру в модельном бизнесе, взяла псевдоним Ольга Фонда. Снималась в рекламе «Motorola», «Puma», появлялась в европейских каталогах и на обложках журналов. Снялась в клипе певца Александра Когана.
Дебютировала в кино в 2006 году с ролью в эпизоде сериала «Части тела». Получила широкую известность благодаря роли Фарры Лемковой в фильме «Живая сталь». Позже снималась в сериалах «Дневники вампира» и «Агент Икс».

## Личная жизнь
С 2000 по 2008 год Фонда была замужем за Майклом Фундамински.
С лета 2015 года Фонда замужем за актёром Лиамом Уэйтом, с которым встречалась четыре года до свадьбы.

## Избранная фильмография
| Год       |     | Русское название                 | Оригинальное название                     | Роль            |
| --------- | --- | -------------------------------- | ----------------------------------------- | --------------- |
| 2005      | ки  | True Crime: New York City        | True Crime: New York City                 | модель          |
| 2006      | с   | Части тела                       | Nip/Tuck                                  | Елена           |
| 2007      | с   | Дурнушка                         | Ugly Betty                                | модель № 3      |
| 2009      | с   | Красавцы                         | Entourage                                 | продавщица      |
| 2009      | с   | Как я встретил вашу маму         | How I Met Your Mother                     | Кэнди           |
| 2009      | ф   | Любовные раны                    | Love Hurts                                | Валерия         |
| 2009      | с   | Мелроуз Плейс                    | Melrose Place                             | девушка         |
| 2010      | с   | Светлана                         | Svetlana                                  | Ольга           |
| 2010      | ф   | Знакомство с Факерами 2          | Little Fockers                            | Светлана        |
| 2011      | ф   | Любовь                           | Love                                      | русская девушка |
| 2011      | кор | Капитан Вилка                    | Captain Fork                              | Саманта         |
| 2011      | ф   | Эта дурацкая любовь              | Crazy, Stupid, Love                       | Даниелла        |
| 2011      | ф   | Живая сталь                      | Real Steel                                | Фарра Лемкова   |
| 2011      | ф   | Сумерки. Сага: Рассвет — Часть 1 | The Twilight Saga: Breaking Dawn — Part 1 | Валентина       |
| 2013      | с   | Никита                           | Nikita                                    | Лариса          |
| 2013      | тф  | Распределение                    | The Breakdown                             | Хлои            |
| 2013—2014 | с   | Дневники вампира                 | The Vampire Diaries                       | Надя Петрова    |
| 2014      | ф   | Забытые                          | Olvidados                                 | Лиза            |
| 2015      | с   | Агент Икс                        | Agent X                                   | Ольга Петровка  |
| 2016      | с   | Гавайи 5.0                       | Hawaii Five-0                             | Анна Новик      |
| 2016      | тф  |                                  | Kat Fight!                                | Ангелика        |
| 2017      | ф   | Шибальба                         | Xibalba                                   | Эли             |
| 2017      | ф   | 9/11                             | Nine Eleven                               | Тина            |
| 2018      | с   | Видоизменённый углерод           | Altered Carbon                            | Сара            |
| 2018      | с   |                                  | My Dead Ex                                | мадам Фортуна   |
| 2019      | с   | Объезд                           | The Detour                                | Наталия         |